# Ischke Senekal
Ischke Senekal (Sudáfrica, 8 de enero de 1993) es una atleta sudafricana, especialista en la prueba de lanzamiento de peso, en la que logró ser campeona africana en 2018

## Carrera deportiva
En el Campeonato Africano de Atletismo de 2018 celebrado en Asaba (Nigeria) ganó la medalla de oro en el lanzamiento de peso, llegando hasta los 17.24 metros, y superando a la bisauguineana Jessica Inchude (plata con 16.76 metros) y a su compatriota la también sudafricana Mieke Strydom (bronce con 15.99 metros). También ganó la medalla de bronce en lanzamiento de disco.